# I.pewu
I.pewu – miesięcznik kulturalny Politechniki Warszawskiej powstały w 2004 roku. Główny trzon pisma stanowią artykuły o tematyce studenckiej zawierające aktualne informacje bliskie studenckiemu życiu. Poza tym miesięcznik konsekwentnie realizuje profil kulturalny, przybliżając studentom najnowsze zagadnienia z dziedziny filmu, teatru i muzyki. Ukazuje się bezpłatnie w nakładzie 2 tys. egzemplarzy.
Magazyn dystrybuowany jest na wszystkich wydziałach i akademikach Politechniki Warszawskiej, a także w klubie studenckim „Stodoła”. Lista punktów dystrybucji pisma rozszerza się o warszawskie kina i teatry. I.pewu dostępne jest również w formie elektronicznej. Miesięcznik finansowany jest z funduszu Samorządu Studentów Politechniki Warszawskiej.
Aktywnie współpracuje z pozostałymi mediami Politechniki Warszawskiej (portalem polibuda.info, radiem Radio Aktywne, telewizją internetową TVPW).